# Тифула червононога
Тифула червононога (Typhula erythropus) — вид грибів із родини Typhulaceae, вперше описаний Персоном, а його нинішню назву дав Еліас Магнус Фріс.

## Морфологія
Плодові тіла мають висоту 1,5 см, спори мають розміри 9–10 × 3–4 мкм.

## Поширення і середовище проживання
Вид зареєстрований у Північній Америці, Європі та Азії, найчастіше в Європі. Росте на листкових ніжках, стеблах і гілках таких видів, як Alnus, Populus, Acer, Fagus і Fraxinus, рідше на траві, Urtica і Pteridium.